# Takahiro Shibasaki
Takahiro Shibasaki (柴崎 貴広 Shibasaki Takahiro?), född 23 maj 1982 i Kanagawa prefektur, är en japansk fotbollsspelare.
Shibasaki började sin karriär 2001 i Tokyo Verdy. 2004 flyttade han till Yokohama FC. Efter Yokohama FC spelade han för FC Tokyo. Han gick tillbaka till Tokyo Verdy 2007. 2013 blev han utlånad till Yokohama FC. Han gick tillbaka till Tokyo Verdy 2014.